# Heinrich Anacker

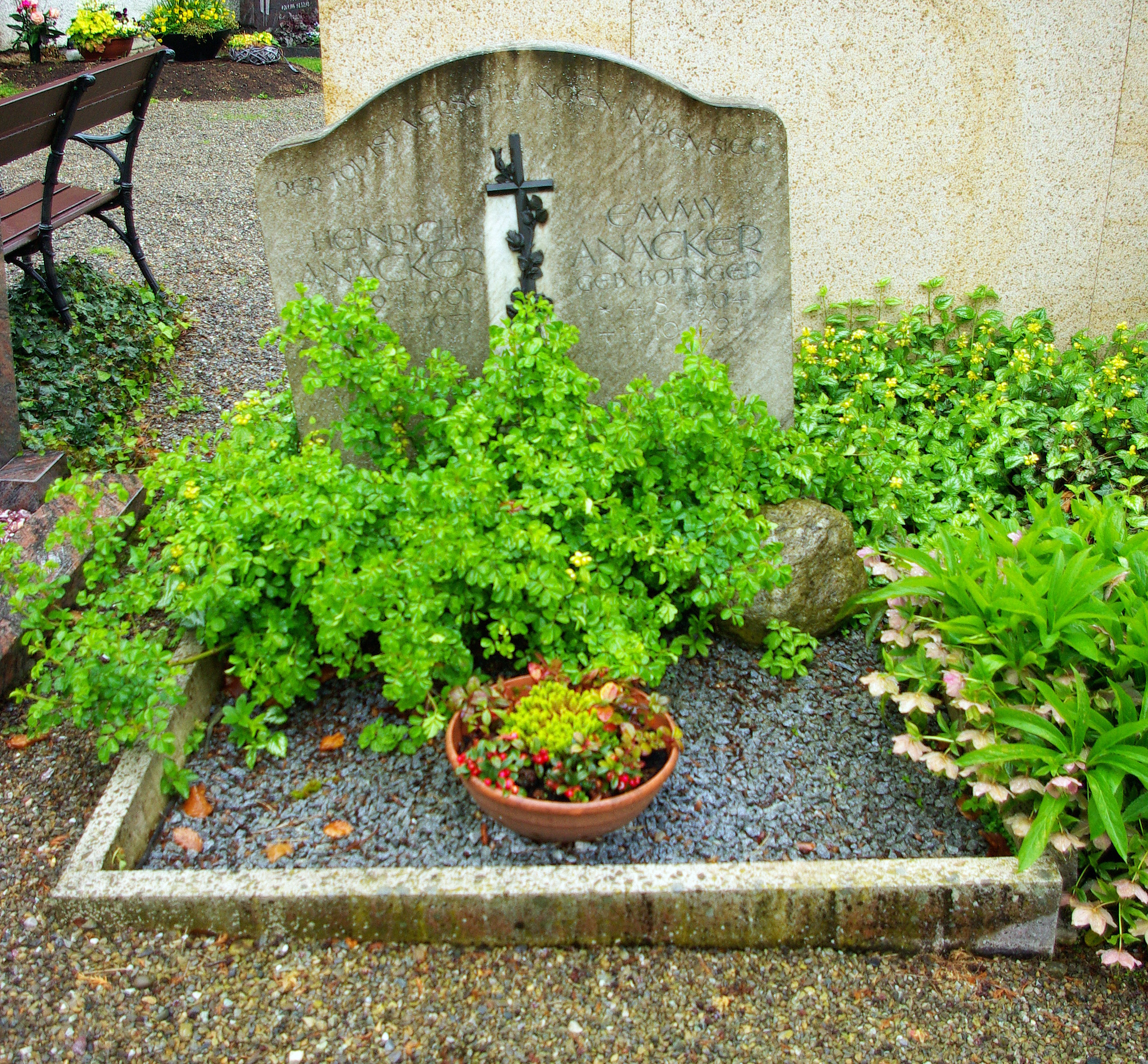
Nagrobek Heinricha Anackera w Wasserburgu

Heinrich Anacker (ur. 29 stycznia 1901 w Buchs - zm. 14 stycznia 1971 w Wasserburgu) – niemiecki poeta związanym z ruchem narodowo-socjalistycznym.

## Życiorys
Urodził się w Buchs w kantonie Aargau w Szwajcarii w niemiecko-szwajcarskim małżeństwie. Jego ojciec, Georg Heinrich Anacker zajmował się litografią. Chodził do szkoły średniej w Aargau, gdzie był członkiem uczniowskiego stowarzyszenia Humanitas. W 1921, po ukończeniu nauki, opublikował swój pierwszy tomik wierszy Klinge kleines Frühlingslied w wydawnictwie Verlag Sauerländer. Studiował literaturę w Zurychu i Wiedniu. Zetknął się tam z ruchem Wandervogel, do którego przystał w 1922. Niebawem zetknął się także z NSDAP i zapisał się do partii nazistowskiej w 1925. Od 1921 zarabiał, pisząc jako autor niezależny.
W 1928 przeniósł się do Niemiec. Szybko zdobył uznanie wśród nazistów, poznał wielu z nich osobiście, zaprzyjaźnił się z Juliusem Streicherem. Dzięki tej przyjaźni zdobył w 1933 stanowisko senatora w Radzie Kultury Rzeszy. Był laureatem licznych nagród. W 1934 otrzymał nagrodę Diterich-Eckart Preise, w 1936 - Kunstpreis der NSDAP a w 1939 - pierścień honorowy weteranów ruchu nazistowskiego. W 1939 Anacker dobrowolnie zrezygnował z obywatelstwa szwajcarskiego. Przez cały okres drugiej wojny światowej przebywał na froncie, jako korespondent wojenny, medyk oraz zwykły żołnierz. W 1945 dostał się do niewoli amerykańskiej. 
Przeszedł proces denazyfikacji, w wyniku którego skazany został na 60 dni pracy przymusowej oraz grzywnę. Jego twórczość znalazła się na liście książek zakazanych w sowieckiej strefie okupacyjnej. Osiedlił się w Salach, gdzie żył z pisania oraz z pieniędzy, które odziedziczył po ojcu. Zmarł w 1971. Został pochowany na cmentarzu Nordfriedhof w Wasserburg am Bodensee.
W latach 20 i 30 był czołowym poetą związanym z ruchem narodowo-socjalistycznym. W tamtejszej prasie podkreślano, że był pierwszym poetą, który w swoich wierszach otwarcie popierał Adolfa Hitlera i narodowy socjalizm. Tomiki jego wierszy publikowano w dużych nakładach, wydawało je Centralne Wydawnictwo NSDAP. Napisał wiele piosenek dla ruchu młodzieżowego Hitlerjugend. W czasie II wojny światowej pisał głównie o wojnie, sławiąc niemieckie podboje i wieszcząc rychłe zwycięstwo III Rzeszy.

## Publikacje
- Klinge kleines Frühlingslied 1921
- Auf Wanderwegen 1923
- Sonne 1925
- Ebbe und Flut 1927
- Bunter Reigen. Neue Gedichte. 1931
- Die Trommel. SA-Gedichte. 1932
- Die Fanfare. Gedichte der deutschen Erhebung. 1933
- Einkehr. Neue Gedichte. 1934
- Singe, mein Volk! 37 Lieder von Heinrich Anacker vertont von Erich Wintermeier. 1935
- Der Aufbau. Gedichte. 1936
- Lieder aus Stille und Stürmen. Erinnerungen an Rügen. 1938
- Ein Volk – ein Reich – ein Führer. Gedichte um Österreichs Heimkehr. 1938
- Wir wachsen in das Reich hinein. Gedichte. 1938
- Bereitschaft und Aufbruch. Gedichte aus dem Kriegswinter 1940. 1940
- Heimat und Front. Gedichte aus dem Herbst 1939. 1940
- Über die Maas, über Schelde und Rhein! Gedichte vom Feldzug im Westen. 1940
- Die Fanfare. Gedichte der deutschen Erhebung. 1943
- Glück auf, es geht gen Morgen! Gedichte. 1943
- Marsch durch den Osten. Gedichte. 1943
- Goldener Herbst. Sonette. 1951
- Von Beilen, Barten und Häckchen. Ein Beitrag zur Kulturgeschichte des sächsischen Erzbergbaus. 1960